# Petrus rupestris
Petrus rupestris es una especie de peces de la familia Sparidae en el orden de los Perciformes. Único miembro conocido del género petrus.

## Morfología
• Los machos pueden llegar alcanzar los 200 cm de longitud total y los 80 kg de peso.

## Distribución geográfica
Se encuentra en las  costas de Sudáfrica.